# Mala Martynka
Mala Martynka (ukrajinsky Мала Мартинка, maďarsky Mártonka nebo také Kismártonka) je osadou obce Tybava ve svaljavské městské komunitě, v okrese Mukačevo, v Zakarpatské oblasti Ukrajiny. V roce 2025 zde žilo 897 obyvatel.

## Historie
Osada vznikla v roce 1888 v důsledku připojení Malé Tybavy k Malé Martynce, ale století před tím měla obě sídla své vlastní kněze.  
První písemná zmínka o Malé Tybavě pochází z roku 1773, kdy byla vedena pod názvem Kis-Tibava a Mala Tibawa, dále pak byla uváděna takto: 1808: Tibava (Kis-), Tybawa (Malá-), 1851: Tibava (Kis és Nagy), 1877: Kis-Tibava, Mala-Tibava, 1882: Tibava (Kis-), Mala-Tibava, 1888: Kis-Tibava .
V období mezi světovými válkami byla (pod názvem „Martonka“) součástí první československé republiky.